# Coleophora polichomriella
Coleophora polichomriella é uma espécie de mariposa do gênero Coleophora pertencente à família Coleophoridae.